# Ⲕ
Cette page contient des caractères spéciaux ou non latins. S’ils s’affichent mal (▯, ?, etc.), consultez la page d’aide Unicode.
Ne doit pas être confondu avec la lettre grecque Kappa, la lettre latine K ou la lettre cyrilliques Ka.
Ⲕ (minuscule : ⲕ), appelé kappa, est une lettre de l’alphabet copte utilisée dans l’écriture du copte, de l’ancien nubien et du nobiin.

## Représentations informatiques
Le kappa a été représenté avec les mêmes caractères que le kappa grec jusqu’à la publication d’Unicode 4.1 en mars 2005, à partir de laquelle il est représenté avec des caractères qui lui sont propres. Il peut donc être représenté à l’aide des caractères (Grec et copte, Copte) suivants, :
| lettres   | représentations | chaînes de caractères | points de code | descriptions                   | note               |
| --------- | --------------- | --------------------- | -------------- | ------------------------------ | ------------------ |
| majuscule | Κ               | Κ                     | U+0399         | lettre majuscule grecque kappa | avant Unicode 4.1  |
| minuscule | κ               | κ                     | U+03B9         | lettre minuscule grecque kappa | avant Unicode 4.1  |
| majuscule | Ⲕ               | Ⲕ                     | U+2C94         | lettre majuscule copte kappa   | depuis Unicode 4.1 |
| minuscule | ⲕ               | ⲕ                     | U+2C95         | lettre minuscule copte kappa   | depuis Unicode 4.1 |